# Barbu Vlădoianu
Barbu Vlădoianu (n. 1812 – d. 1876) a fost un general și om politic român din secolul al XIX-lea.
A fost primul primar al Bucureștiului (august 1864 - octombrie 1865) și a ocupat funcția de ministru de război (al Apărării Naționale) între 21 februarie 1859 și 3 mai 1859.

## Biografie
În timpul primului său mandat ca edil al capitalei, morile de apă de pe râul Dâmbovița au fost desființate și a fost proiectat un sistem de canalizare a râului pentru a împiedica inundațiile constante până la acea dată. Barbu Vlădoianu a organizat primul corp de pietrari, în vederea pietruirii străzilor Bucureștiului. În 1865 a fost înființat, de către primar, Oficiul de stare civilă și a fost semnat contractul de cesiune pentru construirea primei linii de cale ferată de pe teritoriul României: București - Giurgiu.
În cel de-al doilea mandat, Vlădoianu a dispus începerea lucrărilor de pavare cu gresie și granit a Podului Mogoșoaia (actuala Calea Victoriei, din 1878). Lucrările au fost finalizate în 1872. Prima linie de tramvai tras de cai („tramcar”) a fost inaugurată în decembrie 1872 și făcea legătura între Gara Târgoviștei (actuala Gară de Nord) și bariera Moșilor.
A murit în 1876 și a fost înmormântat la cimitirul Bellu din București. În prezent, o stradă din sectorul 1 al capitalei îi poartă numele.